# Xilousuchus sapingensis
Lo xilousuco (Xilousuchus sapingensis) è un rettile estinto, appartenente agli arcosauri. Visse nel Triassico inferiore (Olenekiano, circa 247 milioni di anni fa) e i suoi resti fossili sono stati ritrovati in Cina. È considerato uno dei più antichi arcosauri noti.

## Descrizione
Benché incompleti, i resti fossili di Xilousuchus permettono di ricostruire un animale di medie dimensioni, lungo forse tre metri, dal collo piuttosto allungato e dal cranio terminante in un muso leggermente ricurvo verso il basso. Xilousuchus era dotato di denti aguzzi e ricurvi. Le vertebre del collo e (probabilmente) del dorso erano dotate di espansioni superiori allungate, che sostenevano una sorta di "vela" di pelle, probabilmente usata dall'animale come termoregolatore. Come gran parte degli arcosauri triassici, Xilousuchus doveva possedere lunghe zampe dirette sotto il corpo. 

## Classificazione
Questo animale è noto grazie all'olotipo, uno scheletro incompleto ma ben conservato, comprendente anche il cranio, rinvenuto nella contea di Fugu nella provincia di Shaanxi, in Cina. I fossili sono stati ritrovati nella formazione Heshanggou nel bacino di Ordos (Hazhen). Xilousuchus venne descritto per la prima volta nel 1981 da Wu, il quale lo ritenne un membro del gruppo dei proterosuchi. Successivamente, uno studio di Gower e Sennikov (1996) lo considerò affine a Erythrosuchus, sulla base di caratteristiche della scatola cranica. Una ridescrizione dettagliata avvenuta successivamente (Nesbitt et al., 2010) ha invece messo in luce notevoli affinità con i poposauroidi, un gruppo di arcosauri arcaici ma già specializzati, alcuni dei quali (gli ctenosauriscidi) erano dotati di vele dorsali. Lo studio ha mostrato che le ossa della punta del muso non erano così incurvate verso il basso come precedentemente ritenuto; le spine neurali del collo, inoltre, sostenevano la parte anteriore di una vela simile a quella di Arizonasaurus. Nella sua monumentale revisione degli arcosauri pubblicata nel 2011, completa di una vasta analisi cladistica, Nesbitt dimostrò infine che Xilousuchus era un poposauroide affine ad Arizonasaurus (Nesbitt, 2011).

## Importanza dei fossili
Xilousuchus è considerato uno dei più antichi arcosauri, o forse il più antico. Altri due arcosauri contendono questo primato: Ctenosauriscus e Vytshegdosuchus, che potrebbero essere più antichi di quasi un milione di anni. Poiché Xilousuchus è un arcosauro già ascrivibile a un gruppo derivato (i Suchia), la sua antichità suggerisce che gran parte dei principali gruppi di arcosauri (ornitodiri, ornitosuchidi, aetosauri e paracrocodilomorfi) si erano già sviluppati nel corso del Triassico inferiore, poco dopo la comparsa del primo arcosauro.